# Žablje
Žablje je naselje u slovenskoj Općini Kranju. Žablje se nalazi u pokrajini Gorenjskoj i statističkoj regiji Gorenjskoj. 

## Stanovništvo
Prema popisu stanovništva iz 2002. godine naselje je imalo 32 stanovnika.